# Župnija Mozirje
Župnija Mozirje je rimskokatoliška teritorialna župnija dekanije Gornji Grad škofije Celje.
Župnijska cerkev je cerkev sv. Jurija.

## Zgodovina
Župnija je bila ustanovljena okoli leta 1140; tega leta je bil zgrajen benediktinski samostan, ki je kmalu pridobil župnijske pravice.
Do 7. aprila 2006, ko je bila ustanovljena škofija Celje, je bila župnija del savinjsko-šaleškega naddekanata škofije Maribor.